# Spuit elf geeft (ook nog) modder
Spuit elf geeft (ook nog) modder is een smalende uitdrukking in de Nederlandse taal. De zegswijze, die vaak verkort gebruikt wordt als spuit elf of spuit 11, verwijst naar (te) laat komen en naar niet geheel serieus genomen worden. Afhankelijk van de context kan een van die aspecten overheersen. De uitdrukking kan gebruikt worden voor een onbeduidende, futiele of te late bijdrage en voor de persoon die de bijdrage leverde.

## Etymologie
De uitdrukking is in het begin van de twintigste eeuw ontstaan en verwijst naar een brandspuit. In grotere plaatsen waren de spuitgasten ingedeeld in teams, die over de stad verspreid waren. Elk team bediende een spuit en van oudsher had elk team en zijn spuit een nummer. In de negentiende eeuw had dit geen speciale betekenis, maar in het begin van de twintigste eeuw verschijnt spuit elf in boeken en kranten als een uitdrukking met een negatieve bijklank. 
Over het ontstaan van de uitdrukking gaat het verhaal dat een bepaalde spuit, nummer 11, vaak als laatste arriveerde bij branden. De andere spuiten hadden dan bij het blussen de sloot of gracht al bijna leeggepompt, zodat spuit elf alleen nog modderwater kon oppompen. Van zo'n traag team zijn echter geen vermeldingen bekend. Een ander mogelijk bezwaar is, dat er twee varianten zijn: met modder en met water. Een artikel in Onze Taal geeft enkele citaten uit de jaren twintig en stelt dat de variant met water de oudste is, wat de genoemde verklaring onderuithaalt. Een feuilleton in De Amsterdammer uit oktober 1914 verhaalt echter al van de variant met modder. Onze Taal acht een alternatieve verklaring voor de negatieve verbinding met elf waarschijnlijker: de functie als gekkengetal. Ook wordt nog geopperd dat elf opgevat moet worden als 'te weinig voor een dozijn', met de connotaties 'niet meetellend, niet serieus te nemen'. De variant met water is onder andere te vinden in De scheepsjongens van Bontekoe, uit 1924: 'Spuit nommer elf geeft ook water', zei Harmen.
In 1928 is de bijklank van spuit elf al zo problematisch dat een herdenkingsartikel meent dat de Haarlemse brandweer dit nummer ontwijkt: Spuit elf staat in den volksmond niet gunstig aangeschreven; men weet, dat zo'n spuit op haar tijd ‘ook water’ geeft, maar het schijnt altijd een ongelegen tijd te zijn, en dat kan bij de brandweer niet worden toegelaten. Zoo is spuit 10a voor den dag gekomen. Het is onduidelijk of dit de werkelijke reden is. Het Haarlems Dagblad noemt in 1897 al een spuit 10a, terwijl de aanduiding spuit 11 dan in Amsterdam, Rotterdam en Winschoten zonder problemen gebruikt wordt.

## Battus
In zijn Opperlandse taal- & letterkunde heeft Battus de zegswijze opgenomen bij de handelsreizigerstaal en bij de scheldwoorden. In een lijst van 104 scheldwoorden, met een poging tot ordening van mild naar heftig, zet hij spuit elf aan de milde kant, op plaats 10, na slingerapensanhedrin (Bilderdijk, 9) en voor stakker (11).

## Vlaamse varianten
In de regio Antwerpen wordt hetzelfde bedoeld met de uitdrukking "Speutje zeeve zegt oek nog és iet" (Spuitje zeven zegt ook nog eens iets).
In andere delen van Vlaanderen wordt soms de uitdrukking "Spuit zeven geeft ook water" gebruikt.